# Ada Christen
Ada Christen, właściwie Christiane Rosalia Friederik znana też jako: Ada Carla, Christiane von Breden,  Christine von Neupauer Fridrik i Satanella (ur. 6 marca 1839  w Wiedniu, zm. 19 maja 1901 w Inzersdorf) – austriacka pisarka, poetka, aktorka.

## Życiorys
Christiane Rosalia urodziła się jako córka wiedeńskiego kupca Johann Friederik i jego żony Christine Landgut. Początkowo dorastała w dobrobycie i bezpiecznych warunkach. Rodzina mieszkała na Alsergrund, na przedmieściach Wiednia. Z powodu zaangażowania Johanna w rewolucję w 1848 roku został skazany na kilka lat więzienia, w wyniku czego później zmarł. Rodzina jej popadła w nędzę, a Christiane musiała zarabiać na swoje utrzymanie sprzedając kwiaty i szyjąc ubrania. W wieku 15 lat została aktorką dołączając do grupy wędrownych aktorów, z którymi podróżowała przez kilka lat w prowincjach Austro-Węgier. Od 1855 do 1858 roku grała w Meidlinger Theater.

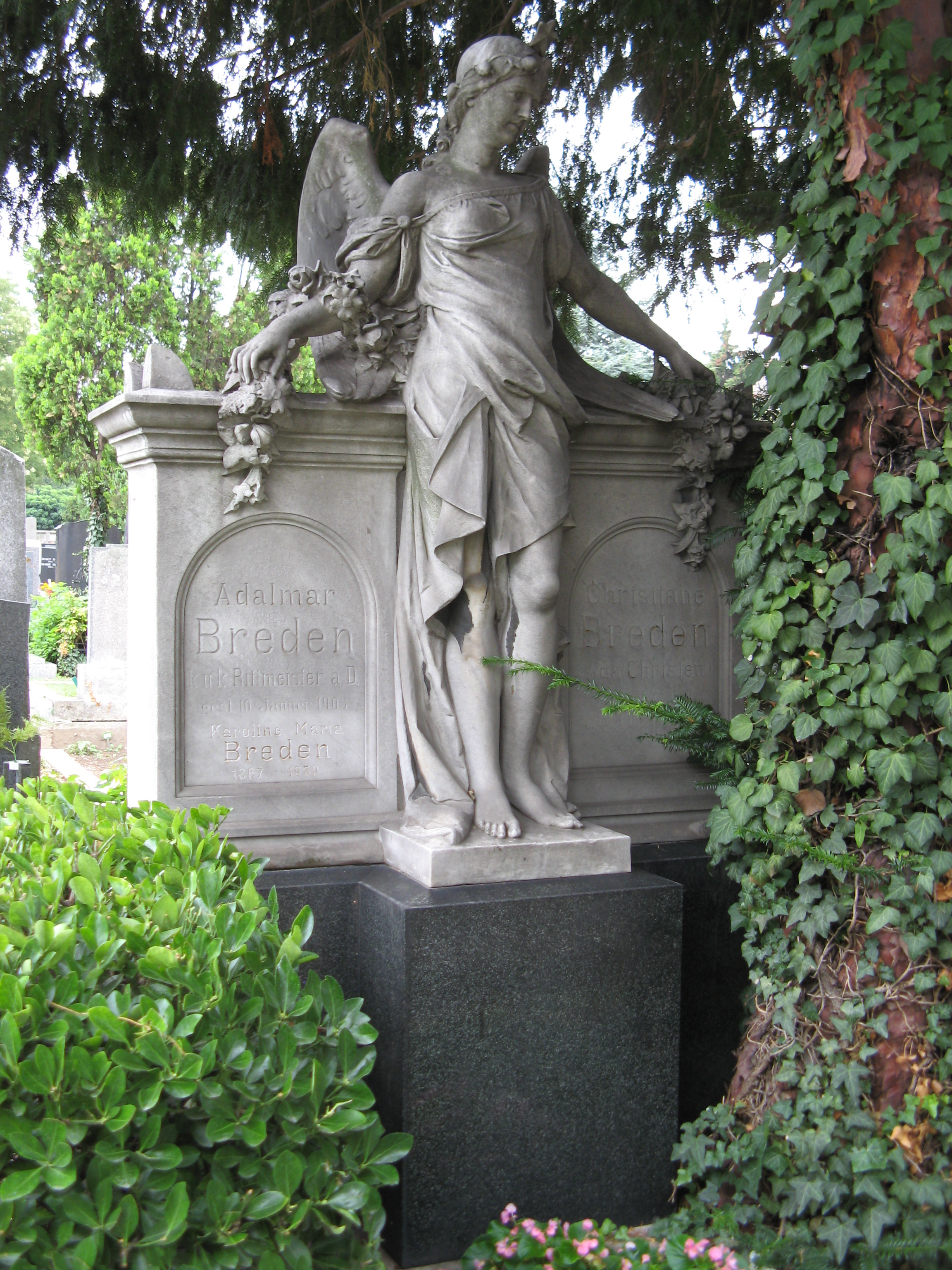
Nagrobek Ady Christen, Evangelischen Friedhof Matzleinsdorf, Wiedeń

W 1864 poślubiła węgierskiego szlachcica Siegmunda von Neupauera, właściciela ziemskiego i sędziego w Szentgotthárd koło Sopron. Jej jedyne dziecko zmarło w 1866 roku, a dwa lata później Siegmund w wyniku choroby psychicznej. Po śmierci męża,   w 1868 roku wróciła do Wiednia, gdzie ponownie pracowała jako aktorka występując na scenie razem z Friedrichem Strampferem w Theater in der Josefstadt. 
Swój pierwszy wiersz Lieder einer Verlorenen napisała po śmierci męża i opublikowała z pomocą pisarza Ferdinanda von Saar. Zachęcona przez przyjaciół zaczęła publikować pod pseudonimami w czasopismach (Illustrierter Österreichischen Volkskalender) Jej tom Lieder einer Verlorenen  stał się bardzo popularny. W sumie napisała cztery książki poetyckie, krótkie opowiadania, powieści i dramaty. W 1878 roku poślubiła przedsiębiorcę Adalmara von Bredena, co zabezpieczyło ją finansowo i pozwoliło dołączyć do wiedeńskiej elity i stać się częścią kręgu literackiego, do którego należał Ludwig Anzengruber i Friedrich Hebbel. 
1 lutego 1894 roku odbyła się premiera jej dramatu Wiener Leut w Deutschen Volkstheater w Wiedniu, która okazała się porażką. W rezultacie czego pogorszył się jej stan nerwowy i zmusił do wycofania ze społeczeństwa. Pobyty w uzdrowisku i wycieczki do Wenecji, Mentony Menton i Berchtesgaden nie przyniosły poprawy. Christen przeszła do majątku Einsamhof w Inzersdorf, gdzie zmarła 19 maja 1901 roku. Została pochowana na cmentarzu ewangelickim Evangelischer Friedhof Matzleinsdorf.  

## Wybrana twórczość
- Lieder einer Verlorenen, 1868
- Aus der Asche, 1870
- Faustine, 1871
- Schatten, 1873
- Vom Wege, 1874
- Aus der Tiefe, 1878
- Aus dem Leben, 1878
- Unsere Nachbarn, 1884
- Als sie starb, 1888
- Jungfer Mutter, 1892
- Wiener Leut, 1893
- Als er heimkehrte, 1912